# Neolitsea
Neolitsea är ett släkte av lagerväxter. Neolitsea ingår i familjen lagerväxter.

## Dottertaxa tillNeolitsea, i alfabetisk ordning[1]
- Neolitsea aciculata
- Neolitsea acuminatissima
- Neolitsea acuta
- Neolitsea alongensis
- Neolitsea amabilis
- Neolitsea amboinensis
- Neolitsea andamanica
- Neolitsea angustifolia
- Neolitsea archboldiana
- Neolitsea arfakensis
- Neolitsea aurata
- Neolitsea aureosericea
- Neolitsea auricolor
- Neolitsea australiensis
- Neolitsea balakrishnanii
- Neolitsea boninensis
- Neolitsea brassii
- Neolitsea brevipes
- Neolitsea buisanensis
- Neolitsea cambodiana
- Neolitsea cassia
- Neolitsea chrysotricha
- Neolitsea chuii
- Neolitsea cinnamomea
- Neolitsea coccinea
- Neolitsea confertifolia
- Neolitsea cuneifolia
- Neolitsea daibuensis
- Neolitsea dealbata
- Neolitsea elaeocarpa
- Neolitsea ellipsoidea
- Neolitsea fischeri
- Neolitsea foliosa
- Neolitsea formosa
- Neolitsea fuscata
- Neolitsea gamblei
- Neolitsea gilva
- Neolitsea glabra
- Neolitsea hainanensis
- Neolitsea hiiranensis
- Neolitsea homilantha
- Neolitsea howii
- Neolitsea hsiangkweiensis
- Neolitsea impressa
- Neolitsea incana
- Neolitsea javanica
- Neolitsea kedahensis
- Neolitsea konishii
- Neolitsea kwangsiensis
- Neolitsea lanceolata
- Neolitsea lancifolia
- Neolitsea lanuginosa
- Neolitsea latifolia
- Neolitsea levinei
- Neolitsea longifolia
- Neolitsea longipedicellata
- Neolitsea lunglingensis
- Neolitsea mannii
- Neolitsea megacarpa
- Neolitsea menglaensis
- Neolitsea merrilliana
- Neolitsea microphylla
- Neolitsea minor
- Neolitsea mollissima
- Neolitsea nicobarica
- Neolitsea novoguinensis
- Neolitsea oblongifolia
- Neolitsea obtusifolia
- Neolitsea ohbana
- Neolitsea ovatifolia
- Neolitsea pallens
- Neolitsea papuana
- Neolitsea parvigemma
- Neolitsea paucinervia
- Neolitsea phanerophlebia
- Neolitsea pingbienensis
- Neolitsea pinninervis
- Neolitsea poilanei
- Neolitsea polycarpa
- Neolitsea pubescens
- Neolitsea pulchella
- Neolitsea purpurascens
- Neolitsea reticulata
- Neolitsea sanjappae
- Neolitsea sericea
- Neolitsea shingningensis
- Neolitsea siamensis
- Neolitsea stenophylla
- Neolitsea sutchuanensis
- Neolitsea teschneriana
- Neolitsea tomentosa
- Neolitsea triplinervia
- Neolitsea umbrosa
- Neolitsea undulatifolia
- Neolitsea variabillima
- Neolitsea velutina
- Neolitsea villosa
- Neolitsea wushanica